# Jules Cardon de Montigny
Pour les articles homonymes, voir Montigny.
Jules Evariste Joseph Cardon de Montigny est un magistrat et homme politique français, né le 1er novembre 1804 à Arras (Pas-de-Calais), décédé le 14 août 1862 au Mont-Dore (Puy-de-Dôme).

## Biographie
Jules Cardon de Montigny est le fils d'Edmond Charles Guillaume Cardon de Montigny, baron de Montigny par lettres patentes et majorat du 24 août 1811, membre du collège électoral du Pas-de-Calais, maître des requêtes au conseil d'État, sous-préfet, et de Marie Charlotte Joséphine Lallart de Berlette.
Son père est le cousin germain d'Henriette Campan.
Il fait ses études au collège Louis-le-Grand, à Paris, et obtient notamment un prix d'honneur de rhétorique au grand concours de 1822. 

### Magistrat
Ses études se poursuivent dans le domaine du Droit. En 1827, il entre dans la magistrature comme juge auditeur au Tribunal de la Seine, avant de devenir conseiller auditeur à la Cour royale de Paris. 
Resté à son poste à la suite de la révolution de 1830, il devient conseiller en titre dans la même Cour jusqu'en 1849. 
Inspiré par la doctrine sociale de l'Église catholique, il appartient au Comité de la liberté religieuse et prône, en particulier, la création de "Conseils représentatifs de l'industrie", destinés à servir d'organes aux ouvriers, vis-à-vis des corps administratifs et politiques.

### Législateur
Le 13 mai 1849, Il est élu député du Pas-de-Calais et cesse d'appartenir à la magistrature. D'opinions conservatrices, il siège à droite, avec le Parti de l'Ordre, vote l'état de siège, la loi contre les clubs, intervient fréquemment dans les débats, notamment au sujet des naturalisations, du séjour des étrangers en France, de la mise en culture des terrains communaux, du rappel des membres de la famille des Bourbons.
Tout en appartenant à la majorité, il n'est pas favorable au coup d'État du 2 décembre 1851.
il se présente comme candidat monarchiste aux élections législatives du 29 février 1852 dans le Pas-de-Calais, et échoue.
Il délaisse alors la vie politique et se consacre à la mise en valeur de son domaine de Saint-Léger-de-Rôtes (Eure), près de Bernay.

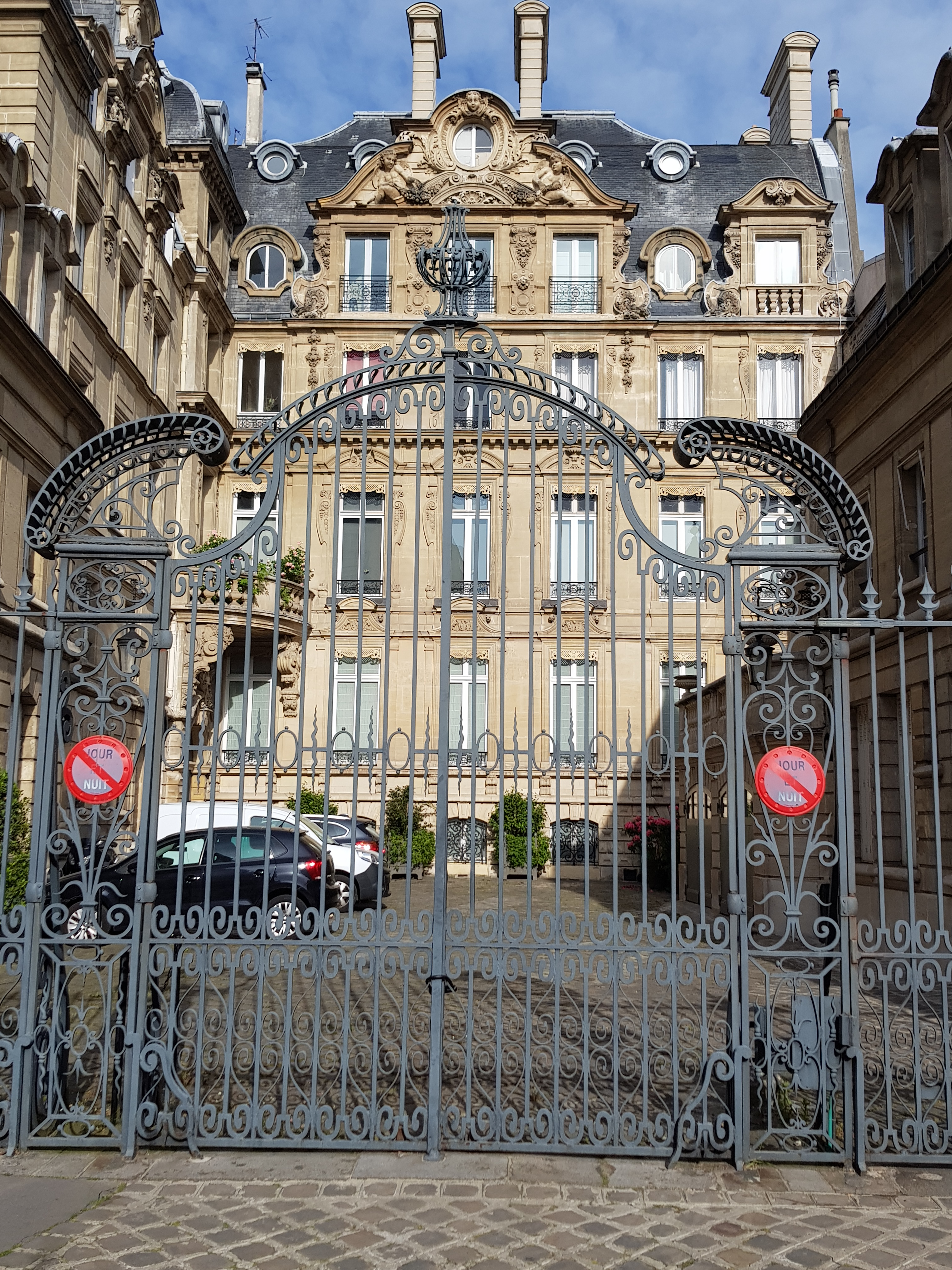
No 40, rue Barbet-de-Jouy, Paris.

À Paris, il réside dans l'hôtel de Cassini, hérité de sa mère, aujourd'hui 32, rue de Babylone. En janvier 1861, il vend cet hôtel pour s'en faire construire un autre plus vaste, par l'architecte Clément Parent, sur un terrain acheté au 40, rue Barbet-de-Jouy. À sa mort, en août 1862, les travaux de construction sont toujours en cours et seront achevés par ses héritiers.
Il est présent à la 1re réunion de fondation de l’Œuvre des Écoles d’Orient le 4 avril 1856, connue actuellement sous l’appellation de L'Œuvre d'Orient, membre de son 1er Conseil Général, du 25 avril 1856 et probablement jusqu’à sa mort.

### Mariage et descendance
Jules de Montigny épouse à Paris, paroisse Saint Sulpice, le 30 décembre 1833, Stéphanie Asselin de Villequier (Rouen, 3 décembre 1815 - Saint-Léger-de-Rôtes, 23 décembre 1893), fille de Charles François Hippolyte Asselin de Villequier, capitaine de carabiniers, chevalier de la Légion d'honneur, et de Marie Françoise Caroline Chrestien de Fumechon. Elle était la petite-fille de Marie Jacques François Alexandre Asselin de Villequier, président de la Cour de Rouen, député, la petite fille de Jacques Pierre Amable Chrestien de Fumechon, magistrat et député, et la petite nièce du chancelier Dambray. Elle lui apporte le château de La Mésangère.
De ce mariage sont issus trois enfants :
- Edith Marie Charlotte Cardon de Montigny (1835-1906), mariée en 1854 avec Gaston du Fresne de Beaucourt, marquis de Beaucourt, historien, écrivain (1833-1902) ;
- Norbert Edmond Louis Antoine Cardon de Montigny (1836-1899), marié en 1864 avec Berthe Bouzier d'Estouilly (1841-1914) ;
- Étienne Charles Raoul Cardon de Montigny (1844-1878).